# Mrówka amazonka
Mrówka amazonka (Polyergus rufescens) – europejski gatunek mrówki z podrodziny Formicinae.

## Występowanie
Polyergus występuje głównie w środkowej i południowej Europie (m.in. w Albanii, Armenii, Austrii, Białorusi, Belgii, Bułgarii, Francji, Niemczech, Polsce, Włoszech) oraz południowych rejonach Skandynawii. Zamieszkuje również Kirgistan, Kazachstan i wschodnie rejony Chin. Preferuje tereny ciepłe, nasłonecznione i suche, a nawet piaszczyste.

## Niewolnictwo
Mrówki amazonki praktykują niewolnictwo (dulozję) na mrówkach z podrodzaju Serviformica, najczęściej na pierwomrówce łagodnej, od czasu do czasu na pierwomrówce krasnolicej i pierwomrówce podziemnej, rzadziej na pierwomrówce żwirowej.
Królowa nie potrafi sama wychować swojego potomstwa i wnika do gniazda zabijając zamieszkującą je królową, a następnie przejmując kolonię. Również pozostałe robotnice mrówki amazonki są niezdolne do opiekowania się jajkami i larwami. Z tego względu mrówki amazonki wykorzystują kilka strategii aby utrzymać swoją kolonię przy życiu. Co jakiś czas wyruszają gromadnie atakując gniazda mrówek, które wykorzystują jako niewolnice i porywają ich poczwarki. Robotnice wylęgające się z tych poczwarek pełnią później rolę robotnic wykonujących wszystkie prace w gnieździe. Mrówki amazonki wykorzystują również chemiczną strategię polegającą na dostosowaniu zapachu do niewolnic, co zapobiega "buntowi" wewnątrz gniazda.
Mrówki amazonki poruszając się w terenie posługują się śladami zapachowymi i w orientacji w terenie korzystają ze wzroku (polaryzacji światła słonecznego).
Niewolnictwo u mrówek zostało po raz pierwszy odkryte przez szwajcarskiego entomologa i myrmekologa Pierre Hubera w 1810. Niewolnictwo jako forma pasożytnictwa społecznego dzielimy na dwie kategorie: fakultatywne i obligatoryjne. Niewolnictwo fakultatywne stosuje zbójnica krwista, która może wykorzystywać inne strategie przetrwania niż niewolnictwo. W przypadku mrówki amazonki mamy do czynienia z niewolnictwem obligatoryjnym co oznacza, że mrówka ta jest zmuszona do wykorzystywania niewolnic, bez których nie jest w stanie samodzielnie przetrwać.
Istnieje kilka hipotez związanych z powstaniem niewolnictwa. Hipoteza ewolucyjna sugeruje, że stało się to poprzez atakowanie innych mrowisk w celu zdobycia pożywienia. Część larw porwanych jako pożywienie nie zostawała zjedzona i pozostając w gnieździe wspomagała agresywniejsze mrówki. Druga hipoteza sugeruje, że to terytorializm jest mechanizmem przyczyniającym się do pojawienia się niewolnictwa u mrówek. Jeszcze inna teoria mówi o tym, że do niewolnictwa przyczyniło się przenoszenie larw z gniazda do gniazda.

## Wygląd
Robotnice mają kolor czerwonobrunatny. Rodzaj Polyergus cechuje wydłużona głowa i rudy przechodzący w czerwień kolor ciała. Cechą charakterystyczną tych mrówek są żuwaczki o gładkim sierpowatym kształcie bardzo skuteczne w walce z innymi mrówkami. Amazonki potrafią nimi przebijać chitynowe pancerze atakowanych mrówek jednak ich kształt uniemożliwia im wykonywanie typowych prac w gnieździe, a nawet samodzielne pobieranie pokarmu, czy współdzielenie się pokarmem z innymi mrówkami amazonkami.

## Ekologia
Amazonki większość czasu spędzają pod ziemią w mrowiskach, gdzie pielęgnują swoje ciało i odżywiają się pokarmem dostarczanym przez niewolnice. Nie tworzą typowych mrowisk i nie występują u nich robotnice (tę funkcję wypełniają wyklute z poczwarek inne gatunki). Prócz królowej w kolonii występują zwiadowcy wyruszający praktycznie codziennie w poszukiwaniu innych gniazd i pełniące rolę wojowników mrówki, które atakują masowo mrowiska wykryte przez zwiadowców. W gnieździe może się znajdować nawet 2 tysiące robotnic innego gatunku.

## Znaczenie w ochronie środowiska
Samice mrówki amazonki nie są w stanie same wychowywać swojego potomstwa. Wnikają więc do gniazd mrówek z podrodzaju Serviformica, zazwyczaj do gatunku pierwomrówki łagodnej, zabijają królową i przejmują gniazdo. Polyergus rufescens wpływa 
na zmniejszanie populacji m.in. Formica fusca, lecz ten wpływ jest bardzo znikomy ze względu na rzadkość występowania amazonki (pierwomrówki zaś są gatunkiem pospolitym).
Mrówka amazonka została wpisana do Czerwonej listy zwierząt ginących i zagrożonych w Polsce (pod red. Z. Głowacińskiego).

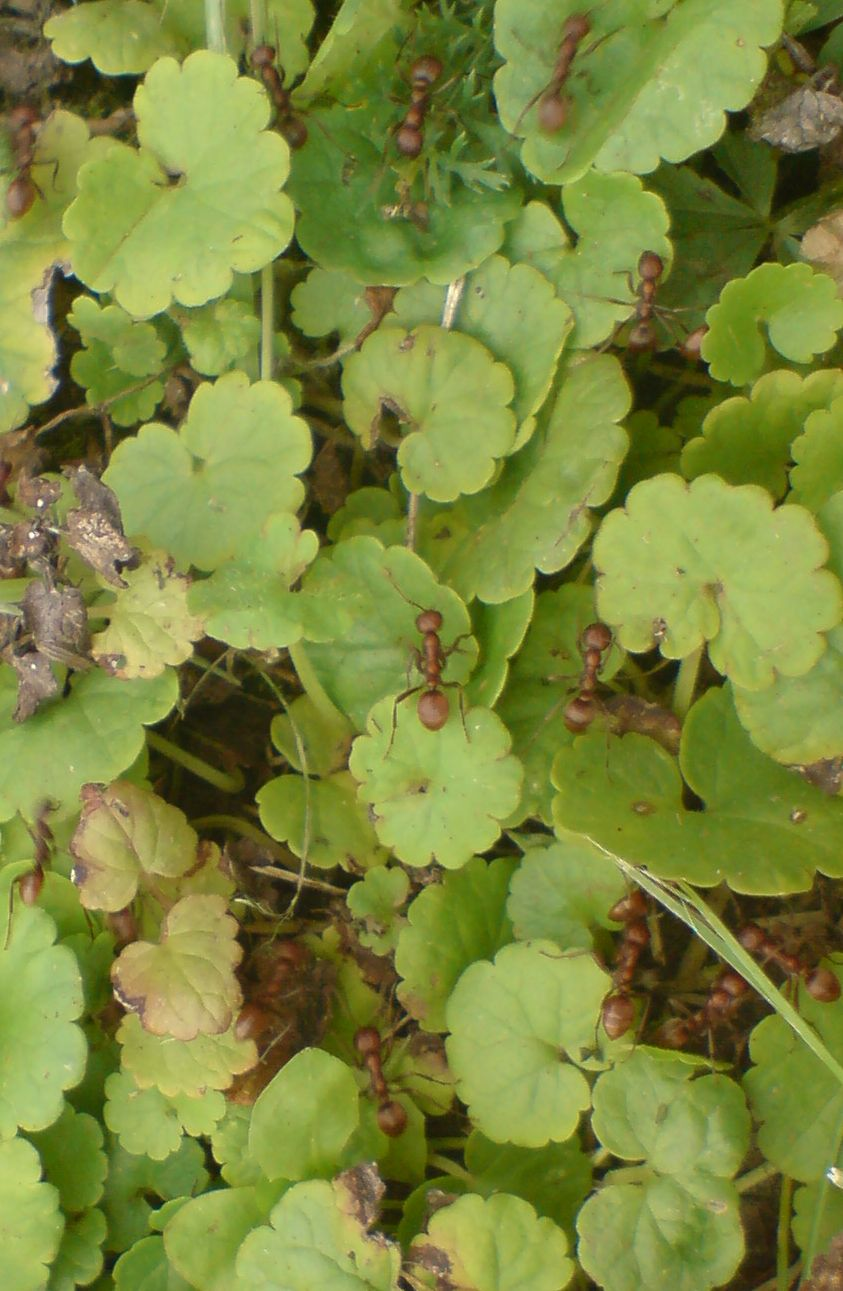
Robotnice